# Cynoglosse d'Allemagne
Cynoglossum germanicum
Espèce
La Cynoglosse d'Allemagne (Cynoglossum germanicum) est une espèce de plantes à fleurs de la famille des Boraginacées.